# Леон-Вьехо

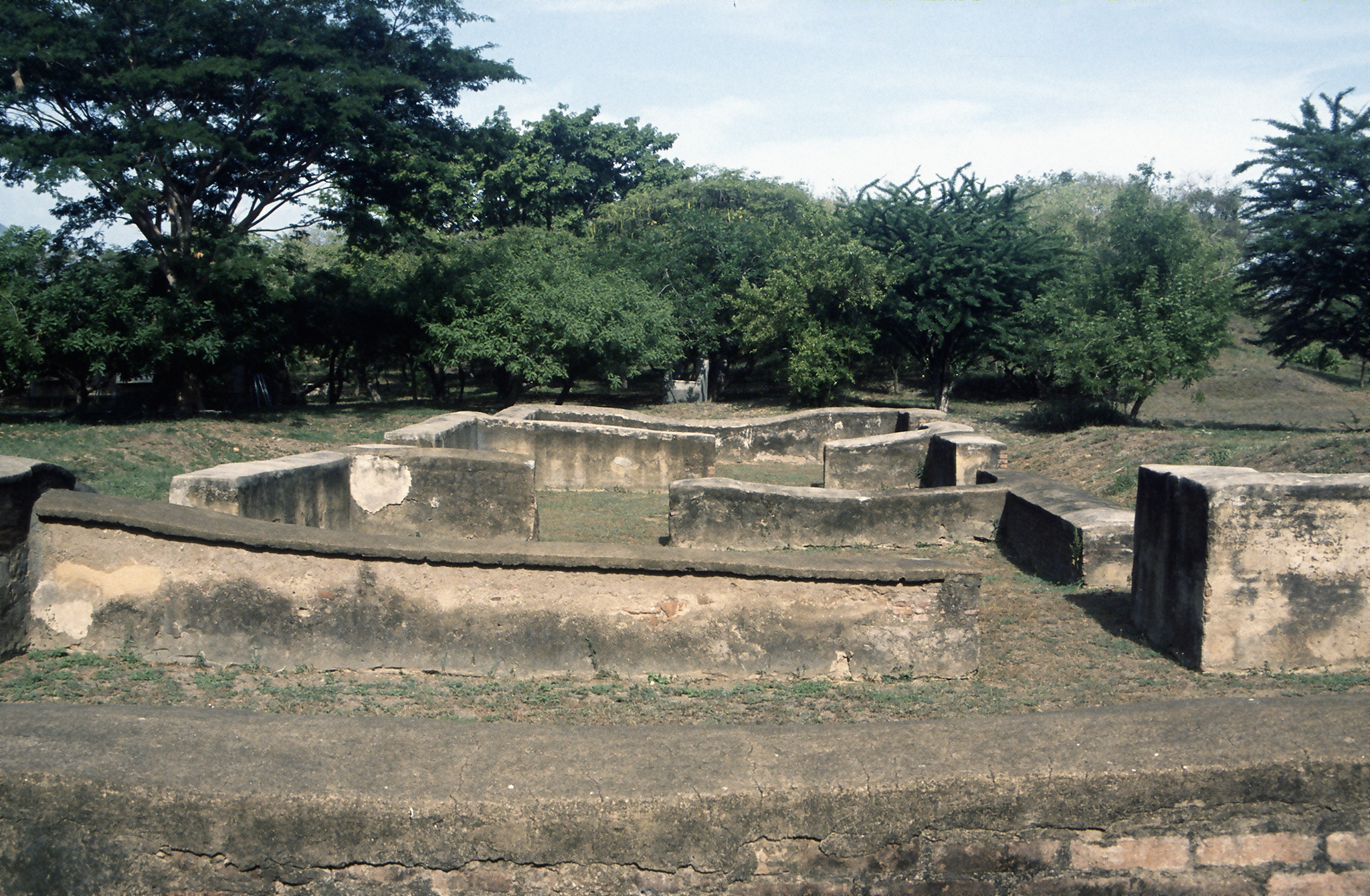

Леон-Вьехо (исп. León Viejo — «Старый Леон») — участок, на котором впервые основан город Леон (Никарагуа), расположенный возле городка Пуэрто-Момотомбо в муниципалитете Ла-Пас-Сентро департамента Леон, Никарагуа. Город был основан в 1524 году, вскоре после создания колонии, а после землетрясения 1610 года по решению жителей перенесён на 32 километра на его современное местоположение.
Город расположен на берегу озера Манагуа неподалёку от вулкана Момотомбо. Район города очень тёплый и тектонически активный из-за активности вулкана, из которого несколько раз извергались потоки лавы, пепел и песок, а несколько раз извержения становились причинами землетрясений: в частности 1594 и 1610 годов, последнее — очень большой силы, из-за которого город был оставлен его жителями.
Однако город не был разрушен, как считалось. После землетрясения 1610 года, разрушившего некоторые здания, были проведены обсуждения между жителями, закончившиеся решением перенести город в безопасное место, и старый город был со временем захоронен под слоями пепла, а затем и отложений озера.
Руины города были вновь раскопаны в 1967 году, а годом позже начались археологические исследования. Город имел планировку, характерную для городов Латинской Америки того времени: квадрат с большой площадью в центре. В ходе раскопок была очищена центральная часть города размерами 800 на 500 метров с 16 домами на этой территории. Также город имел три монастыря: «Ла-Мерсед», «Сан-Педро» и «Сан-Франсиско», расположенных на главных улицах города и открытых к 1560 году. Однако руины не избежали новых природных катаклизмов, которые продолжают угрожать им. Так, в мае 1982 года тропический шторм Альета разрушил стены города, ураган Джоан в октябре 1988 года повредил несколько зданий, а в октябре 1998 года ураган Митч существенно повредил почти половину зданий.
Однако Старый Леон остаётся единственным городом колониальной эпохи, не претерпевшим перепланировку, что стало основным аргументом для предоставления ему статуса объекта Всемирного наследия в 2000 году. Сейчас город поддерживается Никарагуанским институтом культуры, здесь работает туристическое бюро.